# همه در طعمی خوش
همه در طعمی خوش (به انگلیسی: All in Good Taste) یک فیلم کمدی کانادایی تولید سال ۱۹۸۱ که در سال ۱۹۸۳ در سینماها به نمایش درآمد. تهیه‌کننده، کارگردان و نویسنده مشترک این فیلم آنتونی کرامریثر بود که از تجربهٔ شخصی خود به عنوان تهیه‌کننده الهام گرفته بود؛ کسی که جاه‌طلبی‌های خلاقانه‌اش تحت الشعاع الزام تجاری برای ادامهٔ فعالیت استودیوی خود با ساخت فیلم‌های کم‌بودجهٔ درجهٔ B قرار گرفته بود.
جیم کری نقش کوتاهی را به عنوان فیلمبردار برهنه، رالف پارکر، ایفا می‌کند. با این حال، پس از اینکه کری به یک ستاره بزرگ بین‌المللی سینما تبدیل شد، نسخه‌های ویدیویی بعدی فیلم، او را به عنوان ستاره فیلم، برتر از اکثر بازیگران اصلی آن برتر، معرفی کردند.

## خلاصه داستان
فیلمساز جوان، تیموتی (جاناتان ولش)، فیلمنامه‌ای دربارهٔ یک یتیم و سگش دارد که در جستجوی یک خانواده مهربان هستند. سرمایه‌گذاران فیلم، تیموتی را مجبور به ساخت فیلمی با مضامین جنسی و خشونت می‌کنند.